# Laken (textiel)

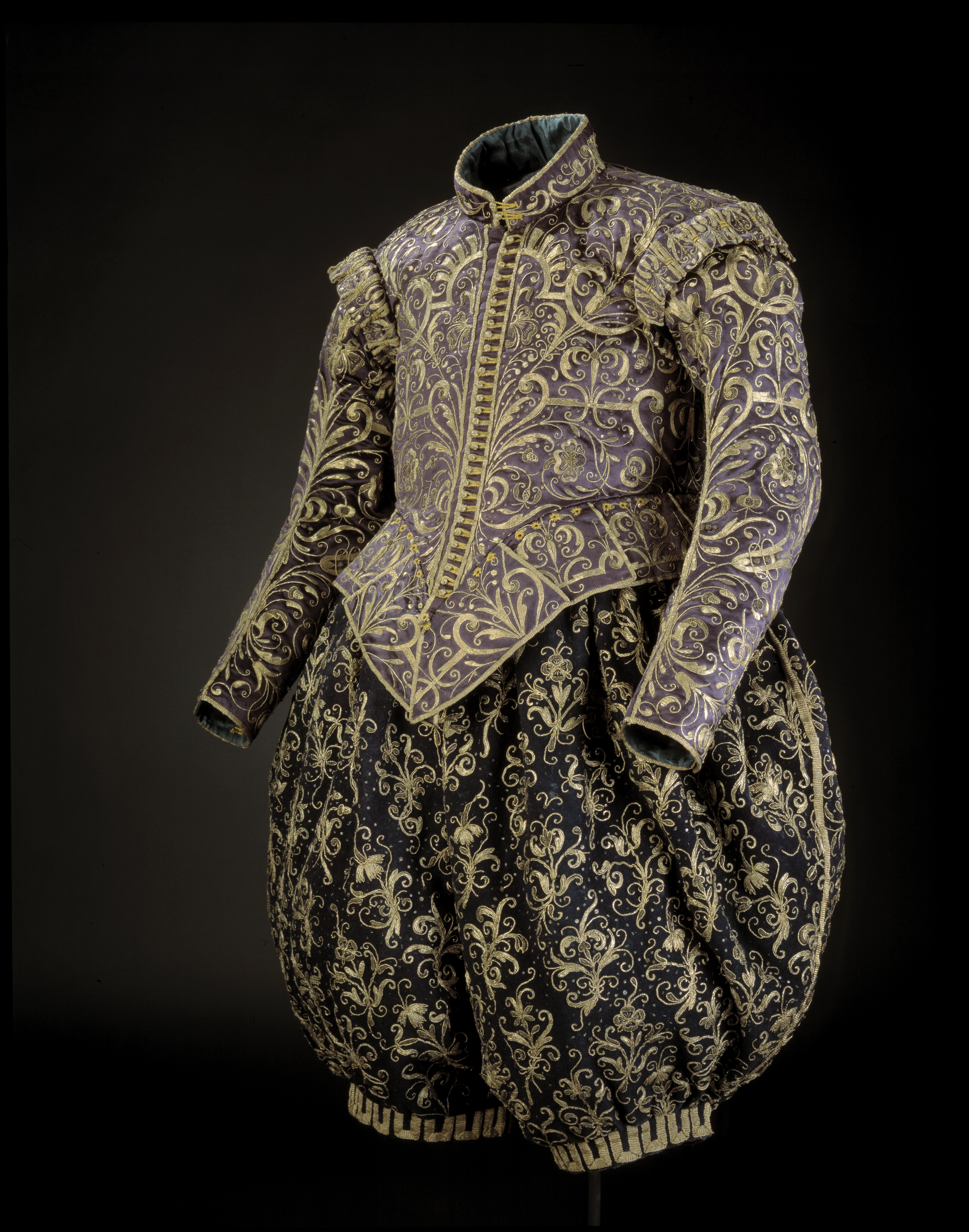
Kledij van de Zweedse koning Gustav II Adolf gemaakt van donkerpaars laken en goud

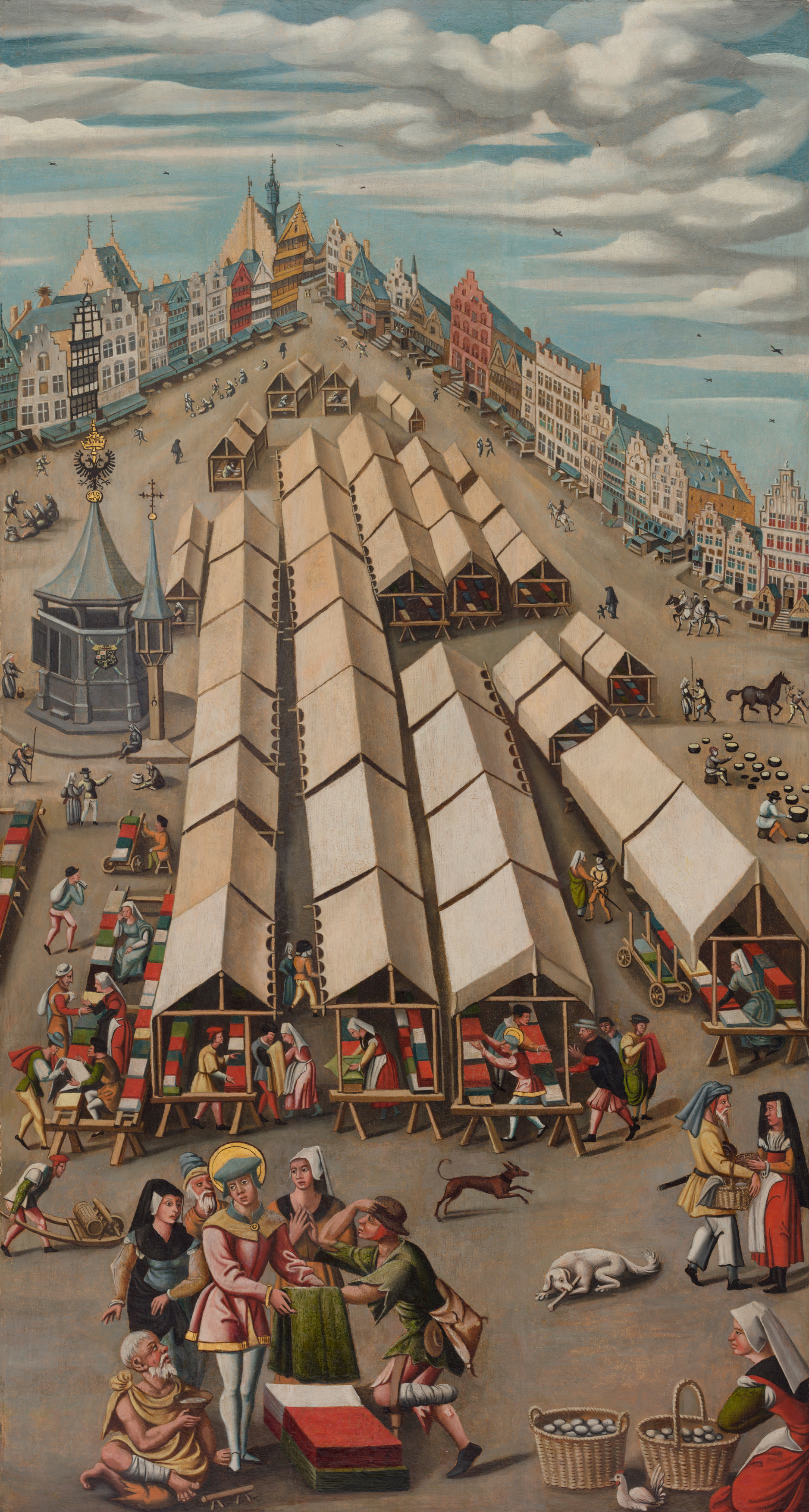
De Lakenmarkt van 's-Hertogenbosch, circa 1530

Laken is een wollen stof die eerst wordt geweven en vervolgens vervilt.
De stof is warmer dan geweven stoffen en sterker dan vilt. Laken was al bekend bij de Kelten en werd na de verovering van Gallië ook populair bij de Romeinen. Vanaf de late middeleeuwen werd de stof populair onder grote delen van de bevolking, vooral omdat zij slijtvast en vuil- en waterafstotend was. Hierdoor ging laken kleding lang mee en had zij weinig onderhoud nodig.
Er waren veel soorten laken, in diverse kwaliteiten. Sommige soorten waren dik en stug (voor mantels), andere dun en soepel (voor jurken). Verder werd onderscheid gemaakt tussen mat of glanzend laken, dichtgeweven of losgeweven laken, in platbinding of keperbinding, en meer of minder vervilte varianten.  Alhoewel er grote verschillen waren in prijs en kwaliteit was laken – vanwege het nogal gecompliceerde productieproces – min of meer een luxeproduct. Dit had tot gevolg dat een groot deel van de plattelandsbevolking zich nog kleedde in huisgesponnen en huisgeweven stoffen.
Vanwege het productieproces waren lakenstoffen meestal effen gekleurd.

## Productiewijze
- De ruwe wol werd ingekocht en aangevoerd. Aanvankelijk kwam ze vooral uit Vlaanderen en Holland, later werd het merendeel geïmporteerd uit Engeland en Schotland. De beste wol kwam uit Engeland. Vlaanderen was een grote afnemer van Engelse wol. Dat gaf dikwijls miserie met Frankrijk, omdat het Graafschap Vlaanderen een leen was van de Franse koning.
- De wol werd, na een uitgebreid was- en kamproces, gekaard, geverfd en tot draden gesponnen. De volgende verfstoffen werden hiertoe gebruikt: wouw voor gele verfstof, meekrap voor rode verfstof, wede en lakmoes voor blauwe verfstof. Ook maakte men gebruik van aluin om de verfstoffen aan de wol te laten hechten. Op lakenloodjes, die aan de balen zaten, werd ook de kleur van het laken vermeld. Uit bodemvondsten bleek hoeveel tinten zwart er waren: zo was er sprake van: Geblaeuwt Swart, Amsterdams Swart en Gal Swart. [1] :12
- De lakenwever spande zijn draden op het weefgetouw en weefde het laken tot een voorgeschreven afmeting. De standaardmaat voor een onbewerkt Vlaams of Hollands laken was 5 el breed bij 50 el lang (3,5 bij 35 meter). Er ging ongeveer 40 kg wol in een laken. Hiervan werd ongeveer 40% voor de schering gebruikt en 60% voor de inslag.
- De volder of voller bewerkte het weefsel om de vezels dichter ineen te werken en zo te vervilten (zie vilt). Oorspronkelijk werd dit gedaan door voetvolders; later was het een gemechaniseerd proces in een volmolen.[2]
- Het laken werd op 'ramen' gespannen om weer opgerekt te worden. De 'ramen' waren rechtop in de grond staande palen met dwarslatten. Aan deze latten en palen zaten haken zodat het laken tot de juiste lengte en breedte kon worden opgerekt. Hierbij kreeg een bewerkt laken de standaardmaat 3,5 el breed bij 42 el lang (ongeveer 2,5 bij 21 meter).
- Vervolgens werd het laken 'geruwd' (geborsteld) in één richting, waardoor de stof weer wat meer volume kreeg en soepeler werd. Door in één richting te borstelen gaf men de stof een duidelijke 'vleug': alle haren staan één kant uit. Bij het verwerken van een laken tot een kledingstuk moest de vleug naar de onderkant van een kledingstuk wijzen, zodat water in die richting van de stof af kon lopen. Duurdere lakensoorten werden aan beide kanten geruwd.
- Daarna werden de duurdere lakens 'geschoren' (droogscheren): met grote scharen werden uitstekende pluisjes en haren verwijderd, zodat het geborstelde weefsel een effen oppervlak kreeg (zie ook scharlaken).
- Vervolgens werd het laken geappreteerd, wat wil zeggen dat het op glans werd gebracht. Hiervoor werd sandelhoutolie gebruikt.
- Tussen al deze stappen werden keuringen uitgevoerd die met loodzegels werden gemerkt.